# Polygala chapmanii
Polygala chapmanii är en jungfrulinsväxtart som beskrevs av John Torrey och Gray. Polygala chapmanii ingår i släktet jungfrulinssläktet, och familjen jungfrulinsväxter. Inga underarter finns listade i Catalogue of Life.